# Червизюль
Червизюль — посёлок в Ермаковском районе Красноярского края, входит в состав Танзыбейского сельсовета.

## География
Посёлок находится на расстоянии примерно 48 км (по прямой) к юго-востоку от села Ермаковское, административного центра района.

### Климат
Климат резко континентальный с холодной продолжительной зимой и коротким жарким летом. Средняя многолетняя годовая температура воздуха составляет — 2 градуса, наиболее теплым является июль, наиболее холодным — январь. Наблюдаются значительные температурные абсолютные минимумы и максимумы: температура воздуха в декабре может опуститься до −50,4 °С, а в мае подняться до +30 °С.

## История
Посёлок основан примерно в 1952 году. В нём базировался леспромхоз, при котором были контора, гаражи, техника и заправочная станция. В посёлке действовали восьмилетняя школа, клуб, библиотека, детский сад, три магазина, столовая, медпункт. После закрытия леспромхоза население неуклонно сокращается с постепенной ликвидацией инфраструктуры.

## Население
| 1989 | 2002 | 2010 |
| ---- | ---- | ---- |
| 275  | ↘30  | ↘25  |

### Национальный состав
Согласно результатам переписи 2002 года, в национальной структуре населения русские составляли 87 % из 30 чел.